# Тихоокеанский театр военных действий Второй мировой войны
Тихоокеанский театр военных действий Второй мировой войны (англ. Pacific War: Тихоокеанская война) (1941—1945) — боевые действия, проходившие во время Второй мировой войны на Дальнем Востоке, Юго-Восточной Азии и на Тихом океане.
Локальные боевые действия в Восточной Азии велись с 1931 года, когда Япония оккупировала Маньчжурию. В 1937 году произошёл инцидент на мосту Марко Поло, который для японцев формально послужил поводом для полномасштабной японо-китайской войны. Первое крупное военное столкновение произошло с 13 августа по 26 ноября 1937 года в городе Шанхай. Зимой 1938 года военнослужащие Японии устроили массовую бойню в городе Нанкин — тогдашней столице Китайской Республики. С 8 июня по 27 октября 1938 года близ города Уханя произошло массовое сражение, где было задействовано около 1 миллиона солдат китайской армии.
В сентябре 1940 года войска Японии вторглись во Французский Индокитай, который принадлежал вишистской Франции. Япония за 4 дня разместила свои войска на территории Северного Индокитая, чтобы усилить блокаду Китая от военных поставок стран антигитлеровской коалиции.
В декабре 1941 года Япония открыла театр военных действий в Тихом океане, атаковав военно-морскую базу США Перл-Харбор и начав вторжение в британские владения на Малайском полуострове. Так Япония оказалась в состоянии войны с США и Великобританией, а США тем самым вступили во Вторую мировую войну. Нападение на США и британские владения было вызвано тем, что доминирующее положение Японии в Азиатском регионе оказалось шатким из-за нефтяного эмбарго, введенного США против Японии. Японское руководство предполагало, что если Германия перекроет маршруты поставок между Северной Америкой и Европой, а Япония оккупирует Юго-Восточную Азию и получит доступ к местным ресурсам, то Великобритания потерпит поражение в Азиатском регионе, а США возможно утратят интерес к войне и также согласятся на мир на условиях Японии.
Во время войны Япония оккупировала множество территорий в Азии. В 1941 году Япония вторглась в британский Гонконг. В начале февраля 1942 года Япония вторглась в британскую колонию Сингапур — в результате сингапурского сражения произошла крупнейшая капитуляция британских войск. В дальнейшем японская армия захватила Филиппины (колония США), Малайзию (колония Британии) и Индонезию (Голландская Ост-Индия).
Японская экспансия продолжалась вплоть до осени 1942 года, однако экономический потенциал противоборствующих сторон был несопоставим. Например, помимо прочего, за годы войны только США построили около 1200 боевых кораблей, включая 99 авианосцев, в то время как Япония могла вводить в строй лишь единицы крупных военных судов.
Переломными моментами стали сражение у атолла Мидуэй 4 июня 1942 года, в котором американцы одержали первую решительную победу на море, и сражение за контроль над островом Гуадалканал с августа 1942 года по февраль 1943 года. После этого войска США начали, проводя одну десантную операцию за другой, отвоёвывать занятые японцами островные территории.
К весне 1945 года, когда бои в Европе завершились, Япония была истощена продолжительной войной, и её руководство стало искать пути выхода из неё. Однако, капитулировала Японская империя лишь после американских атомных бомбардировок Хиросимы и Нагасаки, и после советского вторжения в Манчьжурию.

## Японская экспансия в Китае (1931—1939)
Боевые действия на Тихоокеанском регионе начались ещё 18 сентября 1931 году, когда Япония с территории Кореи начала вторжение в Маньчжурию. К 7 января 1932 года японские войска вышли к Великой китайской стене. На оккупированной территории было создано марионеточное государство Маньчжоу-го.
Новый виток экспансии произошёл летом 1937 года, поводом для которой стал Инцидент на Лугоуцяо. Раздробленность и внутренние противоречия не позволили Китаю организовать эффективное сопротивление. 28 июля 1937 года пал Пекин. К концу лета японские войска при поддержке местных коллаборационистов оккупировали Внутреннюю Монголию (Мэнцзян). В ноябре после упорного сражения пал Шанхай, а в декабре китайская столица Нанкин. Чтобы держать огромную густонаселенную территорию в повиновении, японцы продолжали создавать марионеточные правительства: Правительство Большого пути (Шанхай) и Временное правительство (Пекин). Поражение китайской регулярной армии способствовало развертыванию мощного партизанского движения, в котором ведущую роль стали играть коммунисты. Видя невозможность полного контроля китайской территории, японцы сосредоточились на захвате и удержании стратегических пунктов. В конце 1938 года японцы захватывают Фучжоу. В феврале 1939 года японский десант высадился на острове Хайнань.
В 1938—1939 годах японская Квантунская армия совершила ряд попыток вторжения на советский Дальний восток и в Монголию. Вторгшиеся войска были последовательно оттеснены советской армией у озера Хасан, а позже, совместно с монгольскими войсками, у реки Халхин-Гол. Мир между Японией и СССР продолжался до августа 1945 года.

## Японская экспансия в Индокитае (1940—1941)
На начало Второй мировой войны восточный Индокитай являлся французской колонией, однако быстрое падение Франции создало политический вакуум, позволивший Японии оккупировать Индокитай в сентябре 1940 года (при этом французская администрация была сохранена). Союзником Японии в регионе выступил Таиланд, который позволил разместить японские войска на своей территории. Взамен прояпонский Таиланд получил Лаос и часть территории Камбоджи. В 1942 году Таиланд объявил войну Великобритании и США.

## Японскийблицкригдекабря 1941 года

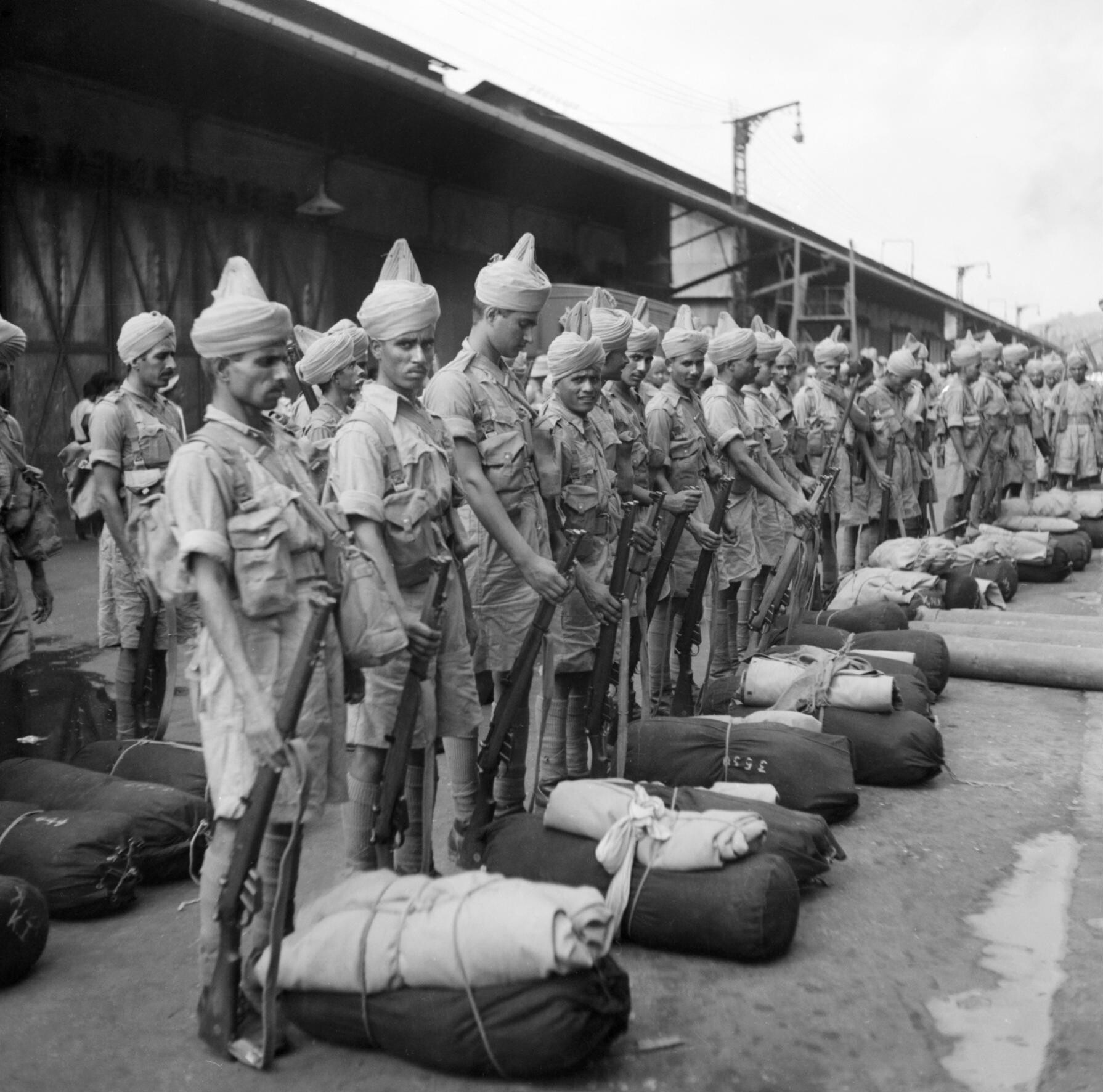
Индийские солдаты (в составе британской армии) в ходе Малайской операции

Японо-китайская война значительно усилила напряжённость между Японией и США, а ввод японских войск во Французский Индокитай привёл к масштабным экономическим санкциям со стороны США — включая эмбарго на экспорт нефти. Последовавшие после нефтяного эмбарго долгие дипломатические переговоры не привели к сближению позиций сторон.
29 ноября 1941 года состоялось совещание с участием восьми прежних премьер-министров Японии, на котором трое из них выступили против войны в силу несопоставимости экономических потенциалов Японии и США. Однако японское руководство полагалось не на статистику, а на «японский дух», веря в неминуемую победу. Концепция предполагала освобождение Азии от западного присутствия и создание там «зоны совместного процветания» под эгидой Японии. 1 декабря император Хирохито одобрил решение начать войну против США.
7-8 декабря 1941 года Япония стремительно атаковала британские базы в Азии (Гонконг) и американские базы на Тихом океане (Перл-Харбор). Во время этих атак был уничтожен американский линкор «Аризона», на котором погибло свыше 1000 моряков. 10 декабря 1941 года японская авиация атаковала Британский флот в Южно-китайском море, потопив линкоры «Принц Уэльский» и линейный крейсер «Рипалс».
Поражение англо-американских войск позволило японцам начать операцию по захвату британской Малайзии, Бирмы и американских Филиппин. 25 декабря был взят Гонконг, примерно в это же время пали американские базы на островах Гуам и Уэйк. 2 января 1942 года японцы захватили Манилу, а 11 января британские войска отступили из Куала-Лумпура.

## Японская экспансия (1942)

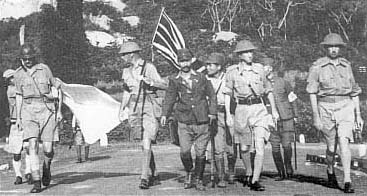
Командующий британскими войсками в Сингапуре генерал Артур Персиваль под белым флагом идёт на переговоры о капитуляции, 15 февраля 1942 года.

8 декабря 1941 года японская 15-я армия заняла Таиланд, после чего в январе 1942 года японцы из Таиланда вторглись в британскую Бирму.
Индонезия была колониальным владением Нидерландов и называлась Голландская Ост-Индия. Вскоре Нидерланды были оккупированы Германией, а Индонезия, зажатая британскими колониями Малайзия и Австралия, фактически перешла под управление британцев. Стратегическую роль в регионе играл Сингапур, где было сосредоточено крупное соединение британских войск. Однако поражения Великобритании и стремительное продвижение японцев деморализовали защитников города. В ночь на 9 февраля 1942 года после массированного артобстрела японская армия генерала Ямаситы начала высадку десанта в Сингапуре. 15 февраля британский гарнизон капитулировал.
20 февраля, преодолев сопротивление союзников, японцы высадились на Бали. В тот же день пал Остхавен — административный центр острова Суматра. 20 февраля японцы установили контроль над островом Тимор.
В битве в Яванском море (27 февраля и 1 марта 1942 года) военно-морские силы союзников потерпели сокрушительное поражение от японской эскадры контр-адмирала Такаги: 5 крейсеров и 5 эсминцев союзников было потоплено. Уже 1 марта японский десант высадился на Яве, а 8 марта капитулировал голландский генерал Тер Портен. После падения Явы занятие остальных частей Голландской Ост-Индии производилось японцами практически без боестолкновений.
В марте 1942 года японцы оккупировали Андаманские острова. В марте-апреле 1942 года японский флот совершил рейд в Индийский океан, самолёты с авианосцев атаковали порты на Цейлоне, уничтожив практически без потерь часть Восточного флота Великобритании.

## Битва за Австралию (1942—1944)

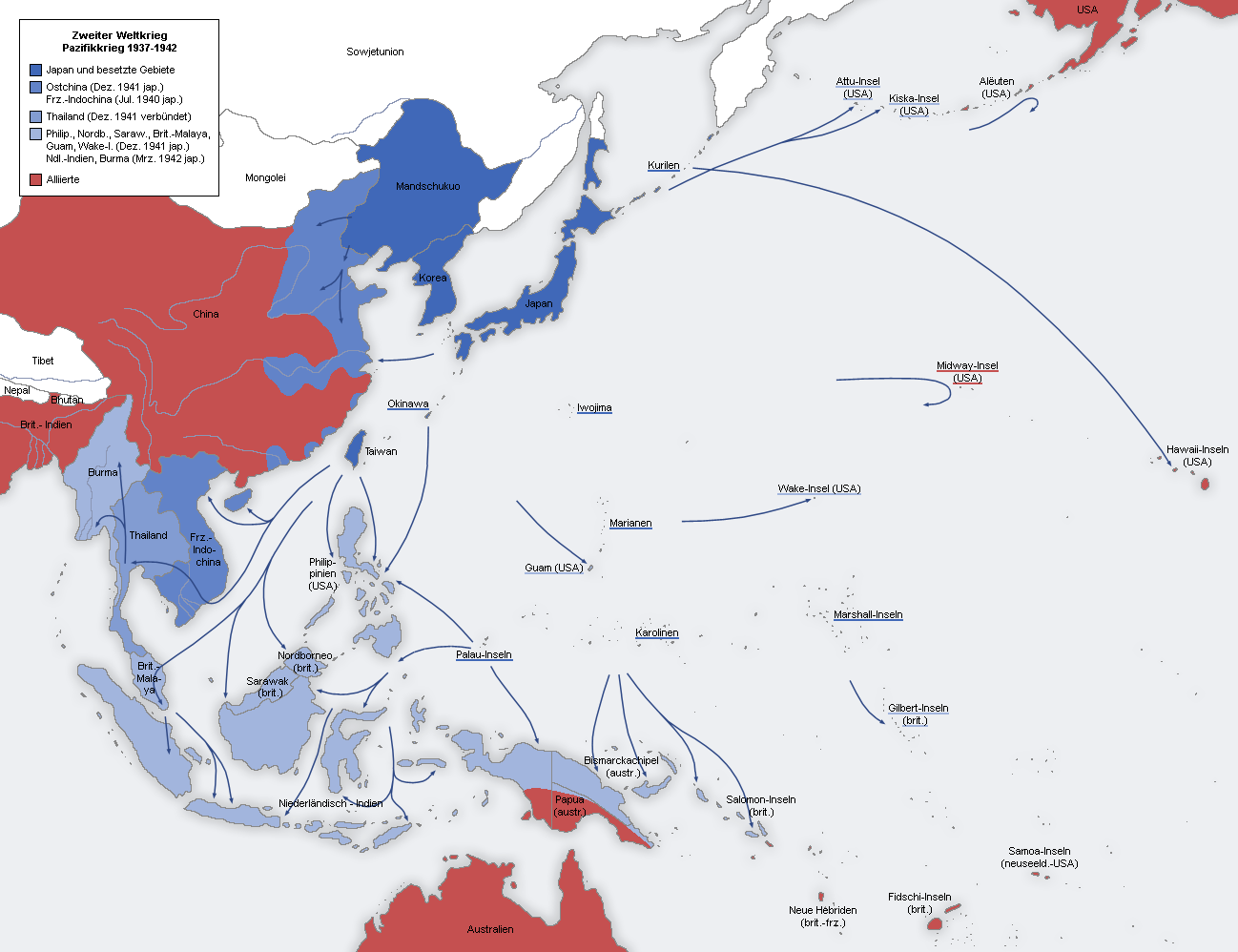
Синим и голубым показана наибольшая экспансия Японской империи к лету 1942 года

Захват Индонезии создал серьёзную угрозу для британской Австралии, которая была особым владением в статусе доминиона. С 1914 года в состав Австралии входила Новая Гвинея и Соломоновы острова, поэтому вооруженные действия на этой территории рассматриваются как часть Битвы за Австралию.
Уже 19 февраля 1942 года японская авиация предприняла налёт на Дарвин. 18 апреля 1942 года американская палубная авиация совершила налёты на города Токио, Йокогаму и Нагою.
3 мая 1942 года японцы без боя заняли остров Тулаги. На следующий день у берегов Австралии состоялась битва в Коралловом море, которая закончилась победой Японии. В историю это сражение вошло как первая битва авианосцев. Союзники потерпели тактическое поражение, однако им удалось сбить темп японского наступления в Новой Гвинее.
4 июня 1942 года произошло сражение у атолла Мидуэй. Япония потеряла 4 авианосца («Акаги», «Хирю», «Кага» и «Сорю»), японская морская авиация понесла потери, от которых не смогла оправиться до конца войны. Однако в июне японцы смогли провести успешную Алеутскую операцию.
С августа по октябрь 1942 года Япония предпринимала попытки наступления в юго-восточной части Новой Гвинеи на Порт-Морсби, которые окончились неудачей.

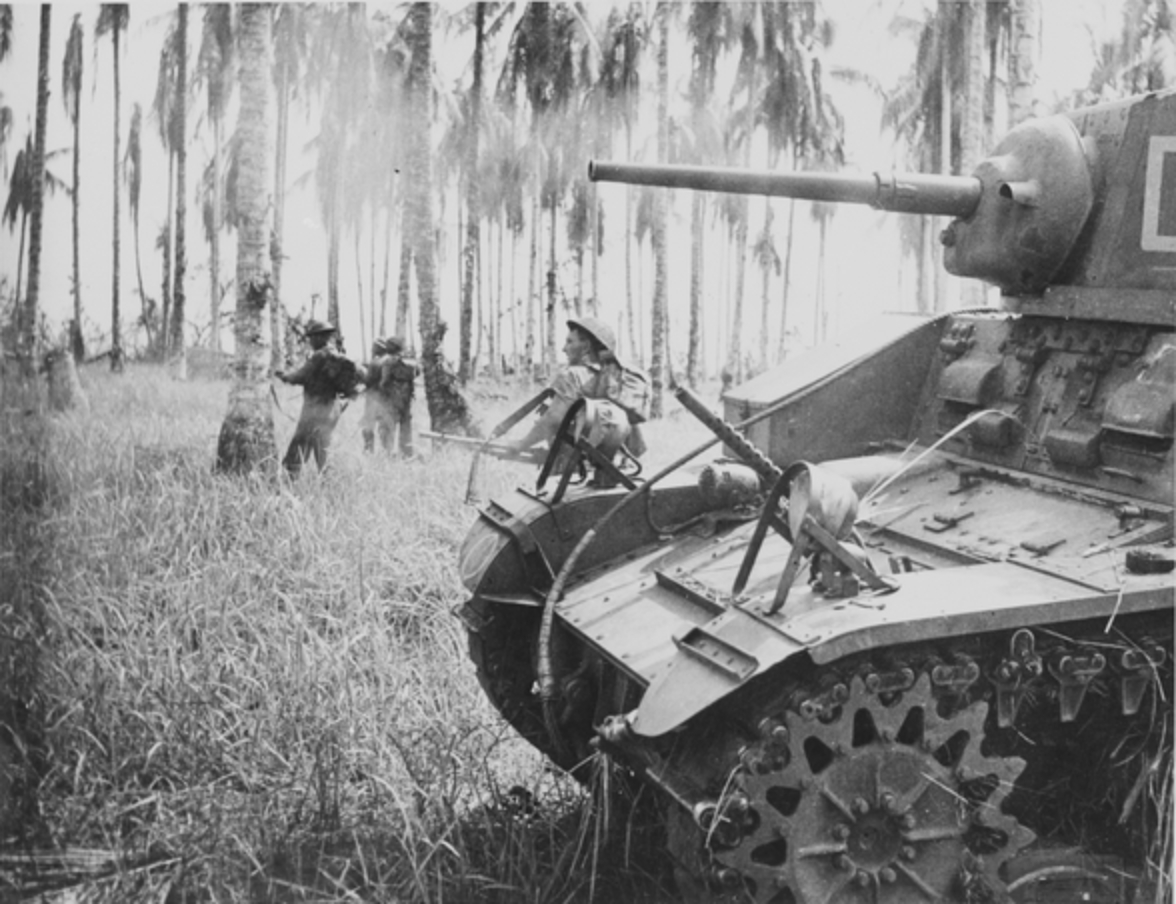
Австралийская пехота и танки в Новой Гвинее, январь 1943 года (битва при Буна-Гона)

С августа 1942 года по февраль 1943 года японские и американские войска сражались за контроль над островом Гуадалканал (Соломоновы острова). Обе стороны понесли тяжёлые потери, но в этой битве на истощение в конце концов победили Соединённые Штаты. Необходимость посылать подкрепления на Гуадалканал ослабила японские силы в Новой Гвинее, хотя бои на западе острова продолжались до конца войны.

## Война в Микронезии (1942—1944)
С 1914 года Микронезия принадлежала Японии. Первый рейд на Гилбертовы острова американцы предприняли ещё 17 августа 1942 года.

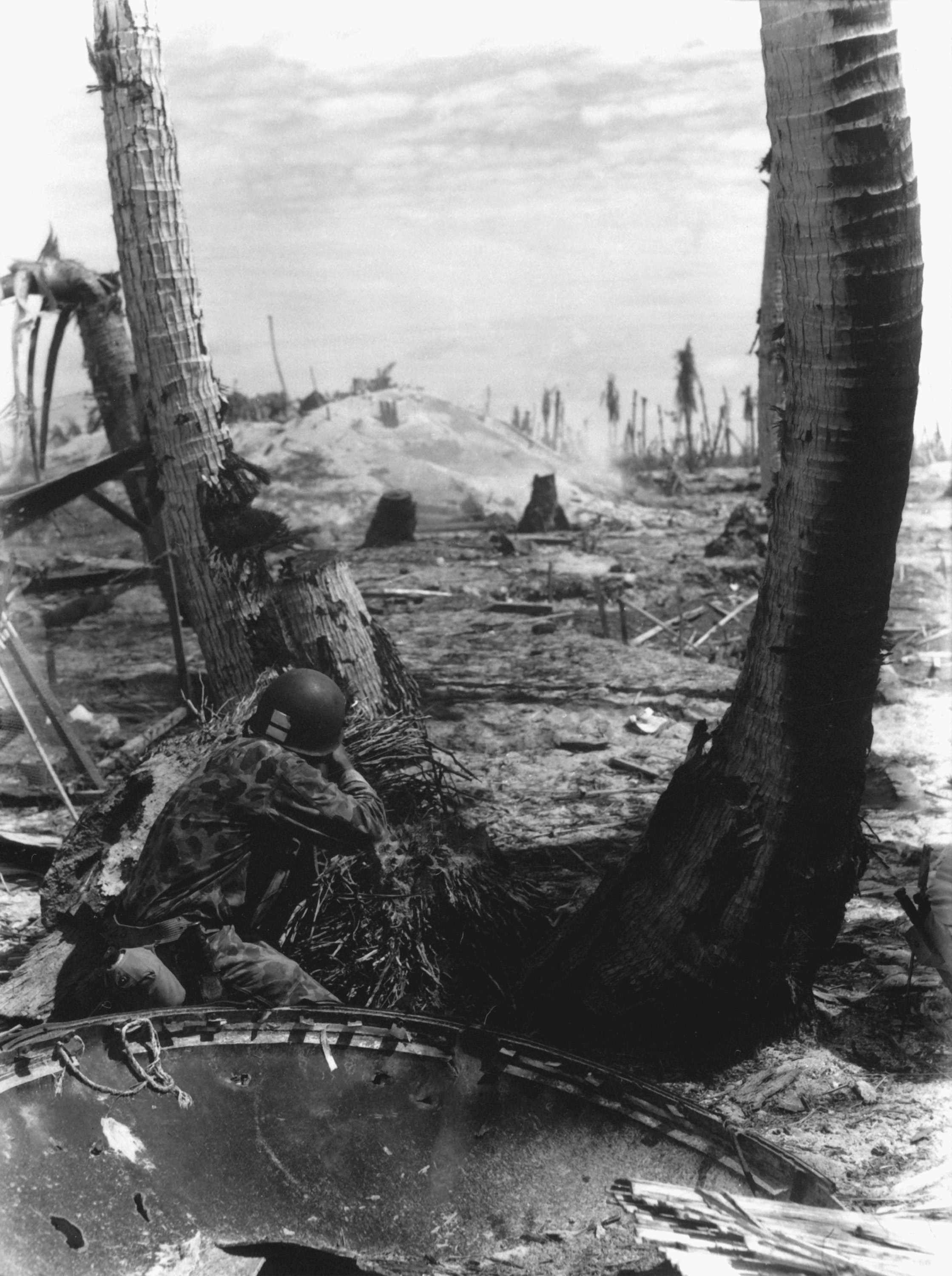
Морской пехотинец США стреляет по японскому ДОТу во время битвы за Тараву.

В северной части Тихого океана американские войска в мае−августе 1943 года вернули Алеутские острова. 20 ноября 1943 года началась битва за Тараву (ныне Кирибати), которую обороняли 4500 японских солдат. На этом острове были созданы мощные оборонительные сооружения, состоящие из траншей и бетонных ДОТов. Однако американская корабельная артиллерия уничтожила крупнокалиберные японские пушки. Тем не менее, американский десант при высадке натолкнулся на ожесточенное сопротивление. 24 ноября американские войска в ходе ожесточенного боя заняли остров Бутаритари (ныне Кирибати).
С 1 по 23 февраля 1944 года американские войска овладели Маршалловыми островами. 17 февраля начался налёт на Трук (Каролинские острова).

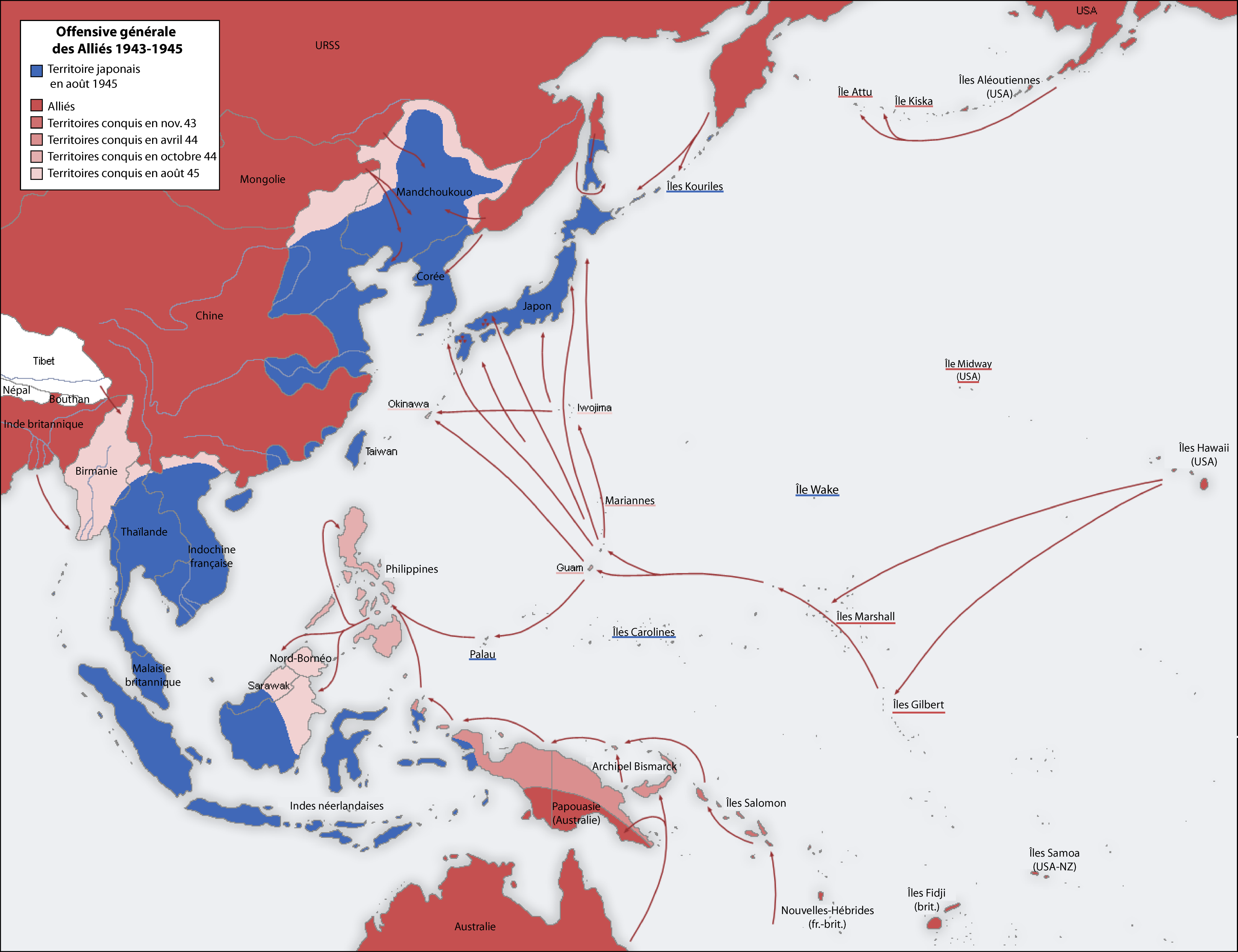
Синим показана территория Японской империи к августу 1945 года, а светло-серым освобожденная с октября 1944 года по август 1945 года территория

Летом 1944 года началась битва за Марианские острова. 15 июня, после трехдневной бомбардировки, американцы высадились на Сайпане. Для подавления защитников острова американцы использовали напалм. 21 июля американский десант высадился на острове Гуам. В битве за этот остров американцы потеряли 3000 своих солдат (по другим данным, погибло 1747 военнослужащих).

## Война в Новой Гвинее и на Соломоновых островах (1942—1945)

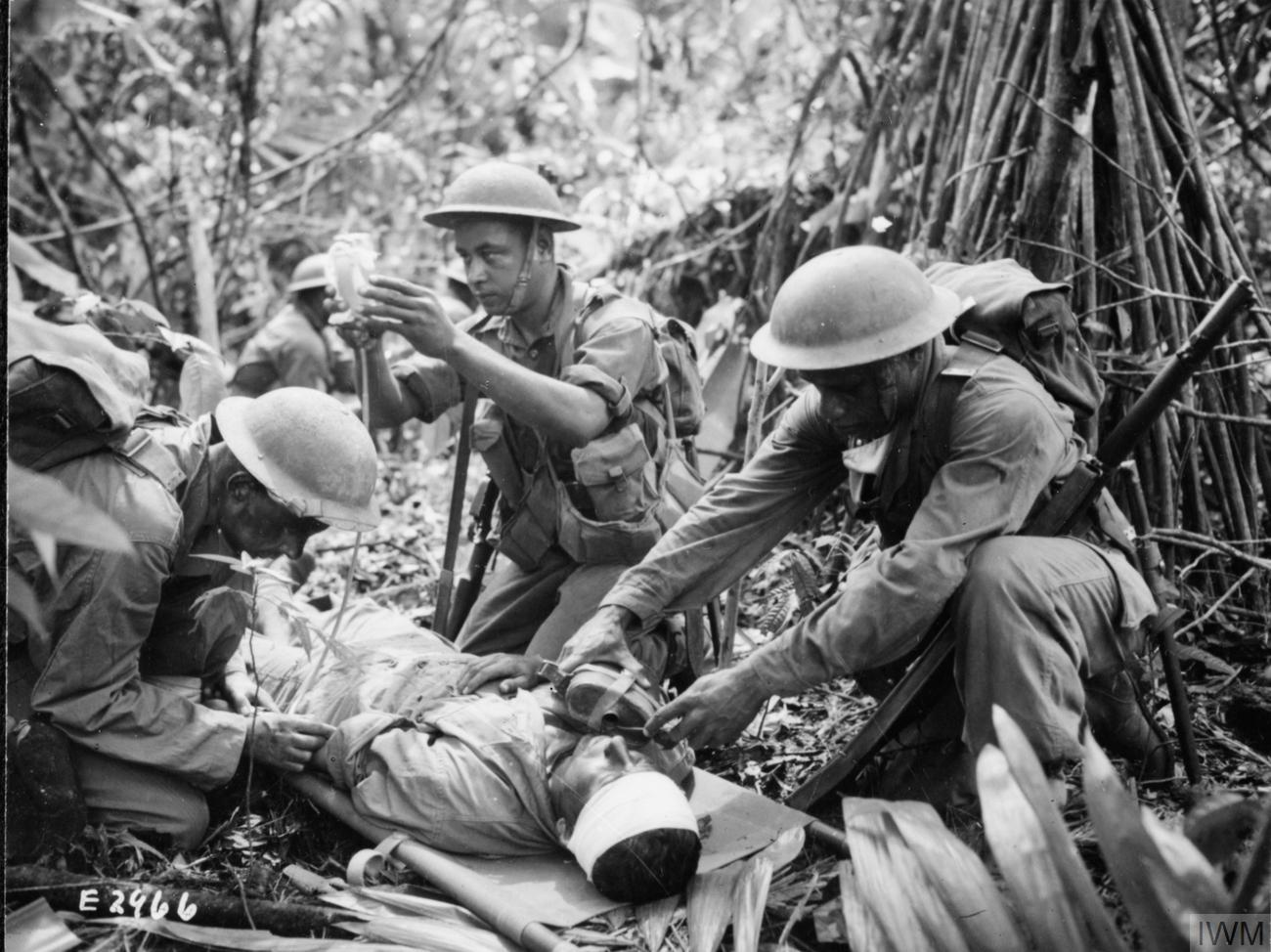
Фиджиийский медицинский персонал проводит срочное переливание плазмы крови во время тяжёлых боёв на Бугенвиле.

К середине ноября 1942 года австралийцам и американцам удалось блокировать силы противника на небольшом приморском плацдарме на северо-востоке Новой Гвинеи.
К началу 1943 года некоторые из лидеров союзников хотели сосредоточиться на захвате Рабаула, но внушительные силы Японии и отсутствие достаточного количества десантных средств означали, что такая операция закончится поражением. Вместо этого по инициативе Объединённого комитета начальников штабов США был разработан план известный как операция Cartwheel, который предполагал окружить и отрезать Рабаул, не захватив его, одновременными наступательными действиями на территории Новой Гвинеи и на севере через Соломоновы острова.
30 июня 1943 года началась высадка американских войск на Нью Джорджии, бои на этом острове продолжались до начала октября 1943 года.
27 октября 1943 года новозеландские и американские войска высадились на островах Трежери, бои там продолжались до 12 ноября 1943 года.
1 ноября 1943 года американцы высадили морской десант на Бугенвиле — крупнейшем острове Соломоновых островов. Захватив плацдарм на западе острова, американцы дальше не наступали, а японцы после безуспешной попытки ликвидировать этот плацдарм, предпринятой в марте 1944 года, тоже не пытались наступать, и бои приняли позиционный характер, продолжаясь вплоть до капитуляции Японии в августе 1945 года.
С апреля 1944 года союзные силы резко изменили тактику ведения боевых действий в Новой Гвинее и вместо прямых атак на японские позиции стали высаживать десанты в глубоком тылу противника, отрезая таким образом крупные группировки японских войск. В сочетании с господством союзников на море и воздухе это привело фактически к полной блокаде японских сил на Новой Гвинее, что поставило японские войска в крайне тяжелое положение. Из-за почти полного отсутствия снабжения японцы на острове были доведены до голода и начали вымирать. Из-за болезней, полного отсутствия продовольствия и медикаментов большая часть японских потерь на Новой Гвинее были небоевыми. Голод в ряде случаев доводил японских солдат до людоедства.

## Японское вторжение в Индию (1944)
Из Бирмы в марте 1944 года 15-я японская армия генерала Мутагути начала наступление на индийский штат Ассам, которое после 4-месячных боёв окончилось полным провалом, и союзные войска, перейдя в контрнаступление, к концу года заняли бо́льшую часть Северной Бирмы. Японское командование в 1944 году вело активные действия в Китае, где японцы захватили непрерывную сухопутную коммуникацию, связывающую северный и южный районы Китая.

## Освобождение Филиппин (1944—1945)

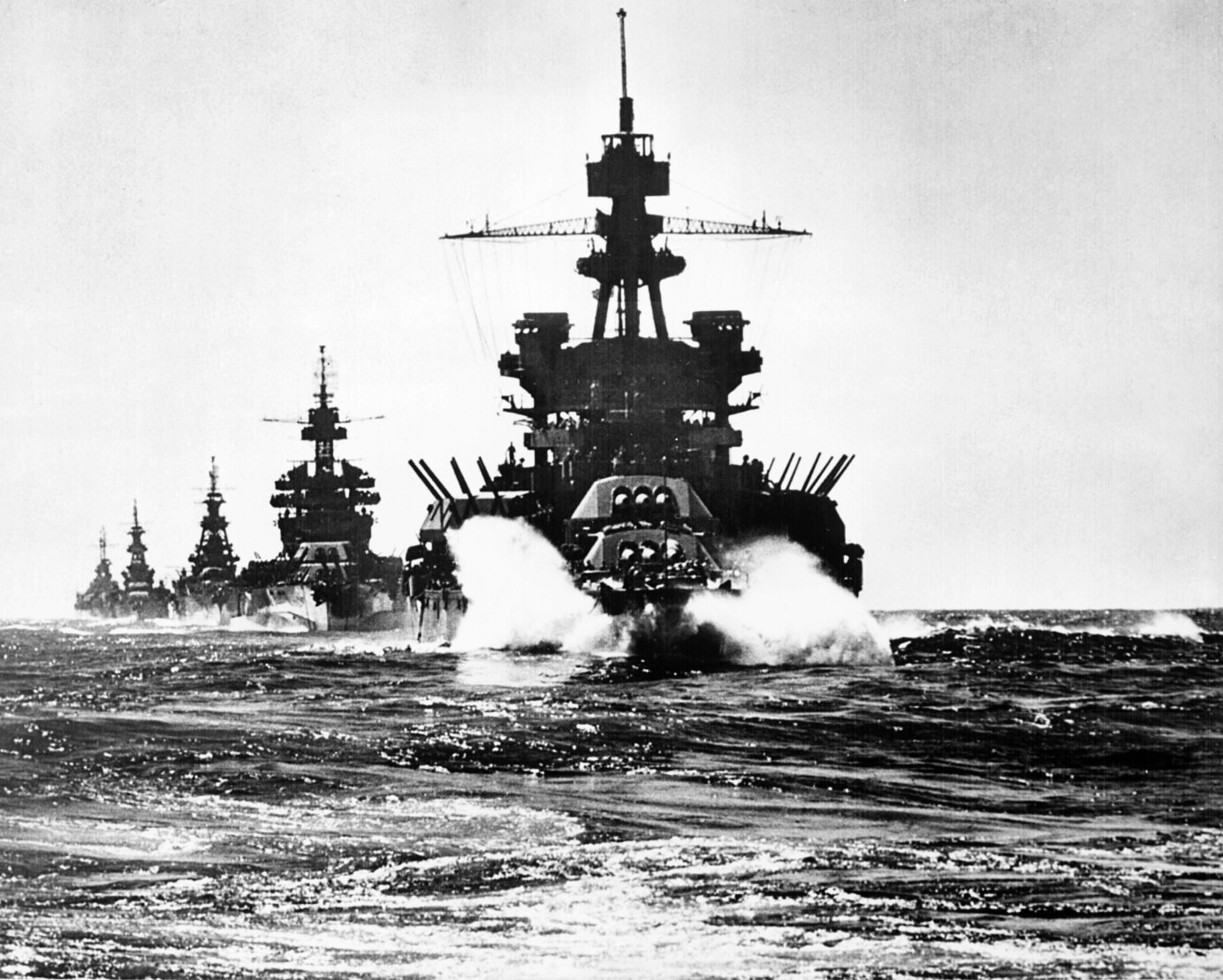
Американская эскадра с линкором «Пенсильвания» во главе подходит к Филиппинам, январь 1945

17 октября 1944 года американцы начали Филиппинскую операцию. После 3-дневной авиационной и артиллерийской подготовки, 20 октября, началась высадка морского десанта на остров Лейте, который к 25 декабря был очищен от японских войск. Во время боёв за Лейте в районе Филиппин произошли морские сражения, в которых японский флот понёс тяжёлые потери (3 линкора, 4 авианосца, 10 крейсеров, 11 эсминцев, 2 подводные лодки), что обеспечило в дальнейшем американским войскам беспрепятственную высадку на других островах Филиппинского архипелага. К середине мая боевые действия на Филиппинах были фактически закончены, однако мелкие сражения продолжались до 15 августа. Захватив Филиппины, США отрезали от Японии южный фронт японской армии и создали плацдарм для непосредственного удара по японской метрополии.

## Война на южных рубежах Японии (1945)

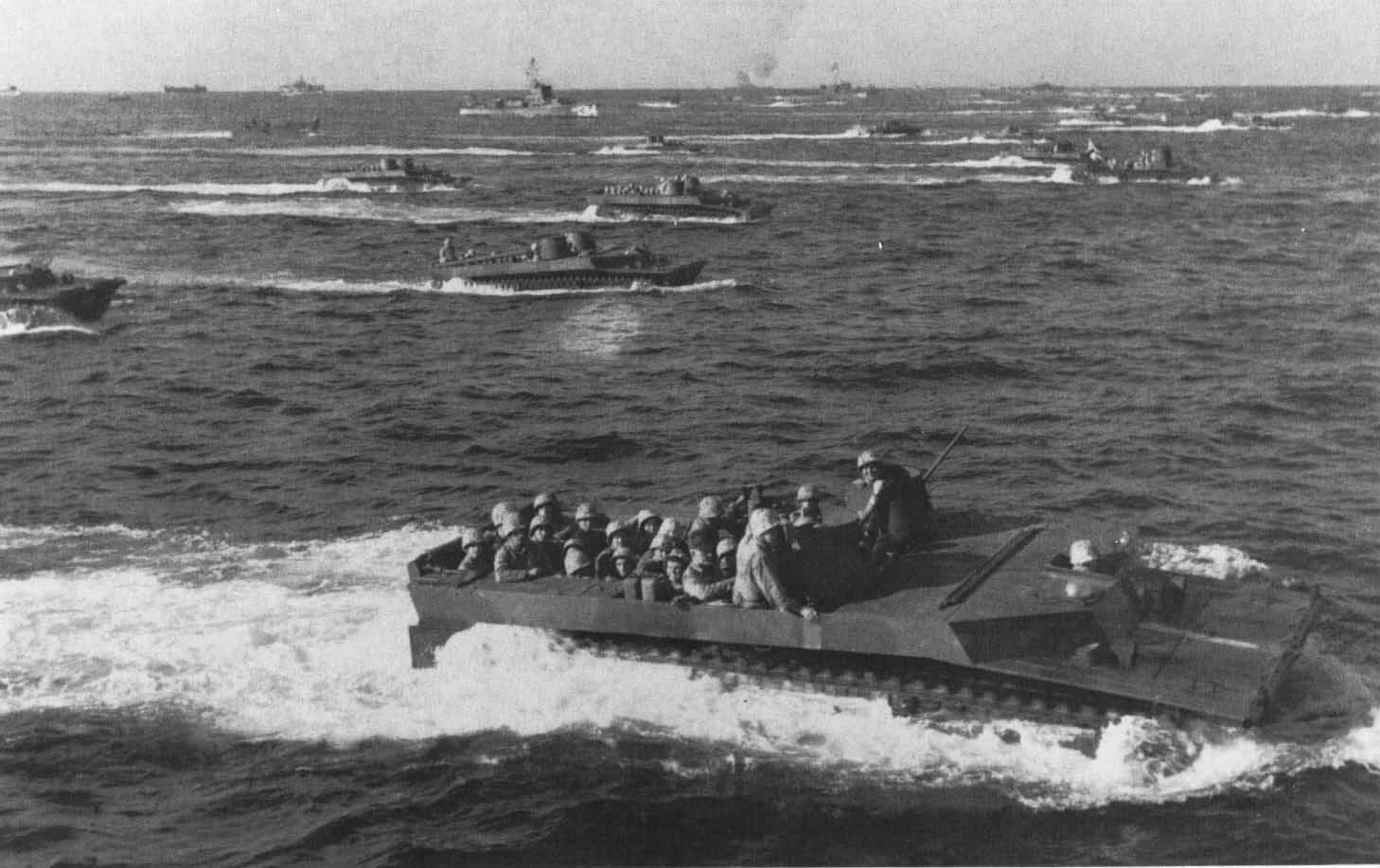
Десантирование морской пехоты США на Иводзиму

Обладая большим превосходством в силах и средствах (в кораблях и авиации — подавляющим), американские вооружённые силы в напряжённых боях в 1945 году сломили упорное сопротивление японских войск и овладели островами Иводзима и Окинава. Битва за Иводзиму началась 16 февраля и завершилась 26 марта 1945 года победой США. Это была первая военная операция сил США против территории самой Японии. Императорская армия соорудила на острове мощную линию обороны, благодаря которой на протяжении месяца удавалось отбивать атаки противника. Это сражение было единственной сухопутной операцией японских сил, в котором они понесли меньше общих потерь, чем США, хотя погибших было больше с японской стороны. При этом американский флот понёс некоторые потери от атак камикадзе. 1 апреля 1945 года началась битва за Окинаву и продлилась 82 дня, в английском языке битва получила название «Стальной тайфун», в японском — «Тэцу-но амэ» (яп. 鉄の雨, «Стальной дождь»), из-за массового применения камикадзе американский флот потерпел существенные потери, несмотря на то, что американцы одержали победу в этом сражении, они были омрачены последствиями, обе стороны понесли тяжёлые потери: 12-20 тысяч со стороны США и 110 тысяч со стороны Японии,140 тысяч мирных жителей. Впервые за историю войны были массовые сдачи в плен со стороны Японии, но это было вызвано тем, что японская армия начала насильственный призыв окинавских жителей и у них не было мотивации воевать как у японцев. В ряду историков распространенно мнение, что интенсивность боевых действий на Иводзиме и Окинаве, побудило Трумэна применить ядерное оружие в Хиросиме и Нагасаки, чтобы заставить японцев капитулировать при этом избежав американского десанта на территории Японии.  В первой половине 1945 года союзные войска успешно продвигались в Бирме.

## Американские бомбардировки Японии (1945)

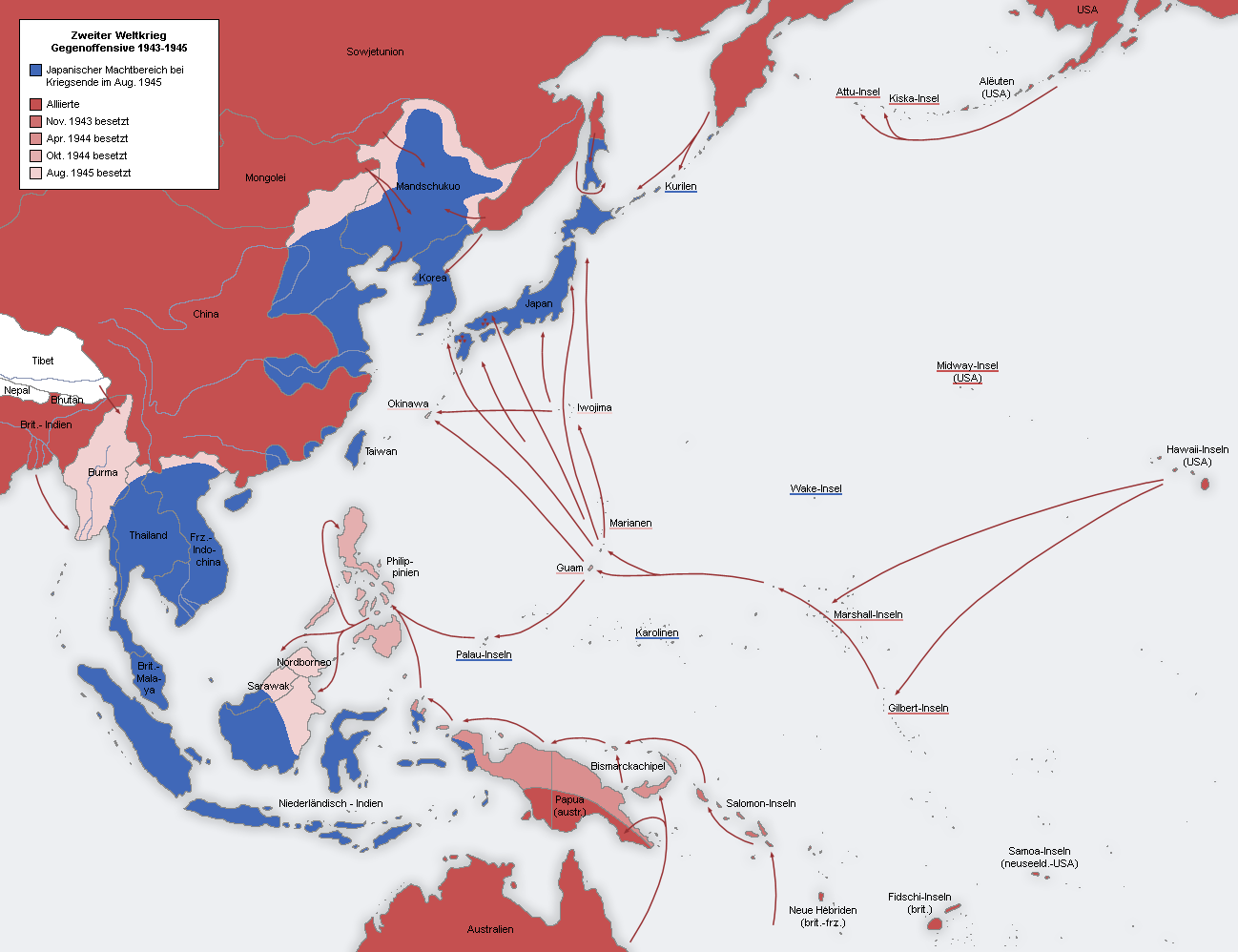
Синим обозначены территории под контролем Японии к августу 1945 года

В марте — августе 1945 года американские самолёты B-29, взлетавшие с Марианских островов, осуществляли массированные бомбардировки зажигательными бомбами японских городов, в том числе бомбардировку зажигательными бомбами Токио 9-10 марта 1945 года, в результате которой погибло около 100 тысяч жителей, было разрушено 250 тысяч зданий. Также большинство крупных портов и проливов Японии подвергались минированию с воздуха с целью помешать японскому судоходству.
Япония, не обладая дальней авиацией в больших количествах, а также аэродромами вблизи США, попыталась в период с ноября 1944 года по апрель 1945 года использовать воздушные шары с осколочно-фугасными и зажигательными бомбами, которые массировано запускались через Тихий океан в сторону США. Однако эффект от этой операции был практически нулевым. Также ещё в 1942 году были произведены рейд самолёта с авианосной подлодки с целью бомбардировки территории США и обстрел побережья США с подводной лодки.
6 и 9 августа 1945 года американская авиация сбросила атомные бомбы на города Хиросиму и Нагасаки, что в очередной раз привело к огромным разрушениям и потерям гражданского населения.

## Советско-японская война (1945)
Уже весной 1945 года обстановка складывалась явно не в пользу Японии. 15 мая 1945 года на заседании японского Высшего совета по руководству войной было решено добиваться начала официальных японо-советских переговоров и склонять СССР к посредничеству в деле окончания войны на приемлемых для Японии условиях.
На Ялтинской конференции советское правительство взяло на себя обязательство вступить в войну против Японии на стороне союзников не позднее 3 месяцев после окончания войны в Европе. 5 апреля 1945 года СССР заявил о денонсации советско-японского договора 1941 года о нейтралитете, а 8 августа 1945 года официально присоединился к Потсдамской декларации США, Англии и Китая о Японии. После того, как японское правительство отвергло изложенные в Потсдамской декларации условия капитуляции, 9 августа 1945 года советские войска начали боевые действия против Японии.
В ходе Маньчжурской операции советские войска в короткий срок разгромили японскую Квантунскую армию. В то же самое время начались бои за Южный Сахалин и Курильские острова. Планировалась также высадка на Хоккайдо.
Непосредственная угроза высадки советских войск на Хоккайдо заставила уже 9 августа премьер-министра Кантаро Судзуки, министра императорского флота Мицумасу Ёная и министра иностранных дел Сигэнори Того посоветовать Императору Японии, Хирохито, принять условия Потсдамской декларации, и объявить о безоговорочной капитуляции. Однако офицерами Министерства армии, а также служащими Императорской гвардии в ночь на 15 августа была предпринята попытка государственного переворота, с тем, чтобы воспрепятствовать капитуляции. Заговорщики потерпели неудачу и совершили самоубийство.

## Капитуляция Японии
Япония сдалась союзникам 14 августа 1945 года, когда японское правительство уведомило союзников о том, что оно приняло Потсдамскую декларацию. Новости о принятии Японией условий капитуляции были объявлены американской общественности по радио в 7 часов вечера 14 августа, что вызвало массовые гуляния. Гражданские лица и военнослужащие союзников повсюду радовались новостям об окончании войны. Фотография VJ Day на Таймс-сквер, на которой изображен американский моряк, целующий женщину в Нью-Йорке, и новостной фильм «Танцующий мужчина в Сиднее» олицетворяют собой день победы над Японией, который отмечается 14 и 15 августа во многих странах.
На следующий день 15 августа император Хирохито по радио обратился к нации и объявил о безоговорочной капитуляции Японии (Gyokuon-hōsō). Большинство граждан Японии впервые услышали голос своего Императора. В Японии 15 августа часто называют Shūsen-kinenbi (終 戦 記念 日), что буквально означает «день памяти окончания войны».
19 августа высшие японские чиновники отправились в Манилу (Филиппины), чтобы встретиться с верховным главнокомандующим союзными державами Дугласом Макартуром и получить информацию о его планах по оккупации Японии.

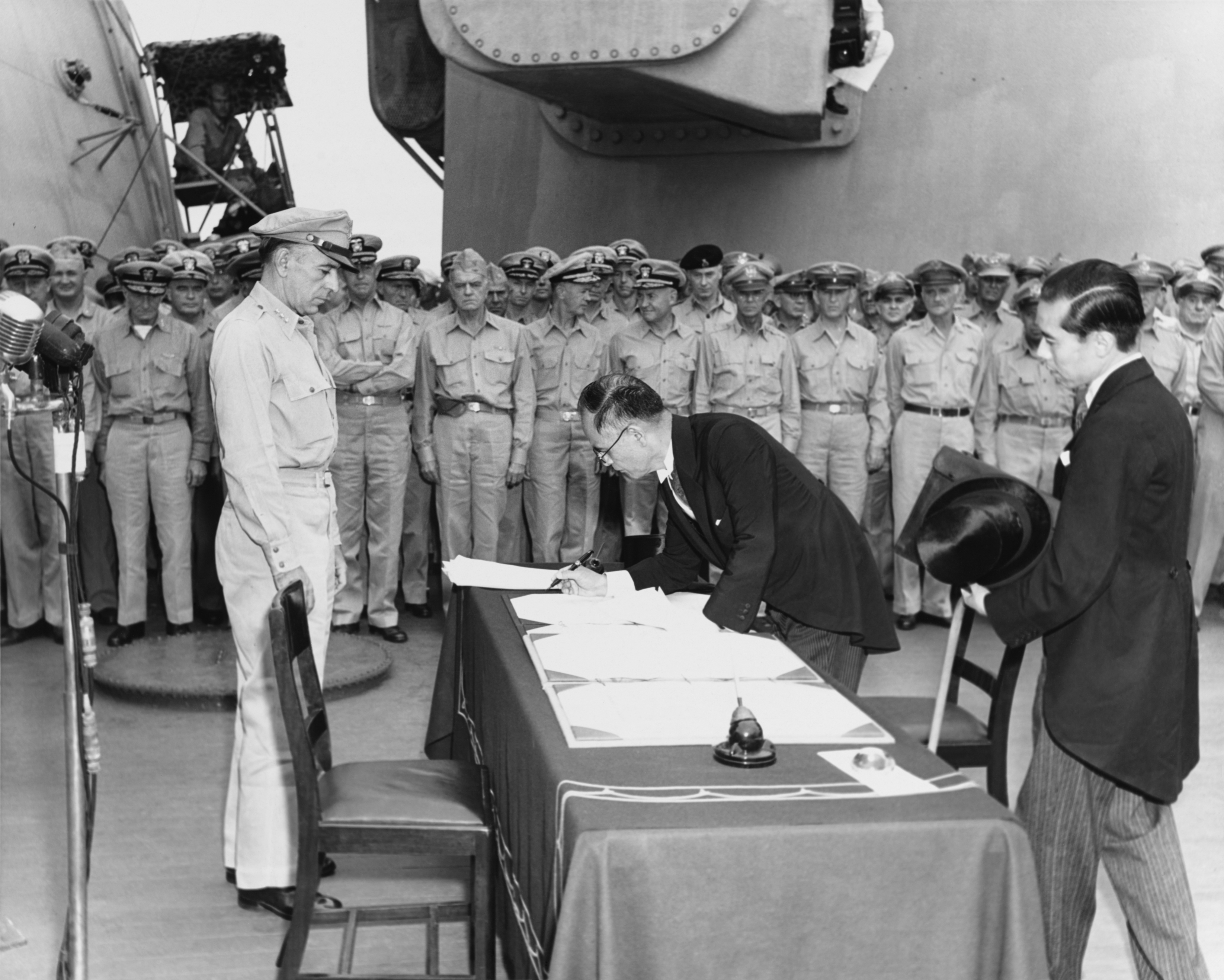
Министр иностранных дел Японии Мамору Сигэмицу подписывает Акт о капитуляции Японии на борту линкора «Миссури», 2 сентября 1945

28 августа 150 американских военнослужащих вылетели на аэродром Ацуги, находящийся в 30 милях от Токио, и с того момента началась оккупация Японии. За ними следовали линкор «Миссури» и сопровождающие суда, которые высадили 4-й морской полк на южном побережье Канагавы. 11-я дивизия ВДВ была переброшена по воздуху из Окинавы на аэродром Ацуги. За ними последовал другой персонал союзников. Макартур прибыл в Токио 30 августа.
2 сентября 1945 года около 9 часов утра по токийскому времени в Токийском заливе на борту корабля «Миссури» представителями Японской империи был официально подписан Акт о капитуляции Японии. Этот день считается последним днём Второй мировой войны. Вторая мировая война стала последней войной, в которой Япония принимала непосредственное участие. После неё Япония больше не участвовала ни в одном военном конфликте.

## Потери
В войне на Тихом океане Соединённые Штаты потеряли погибшими и умершими примерно 111 тысяч — 161 тысяча военнослужащих . Также по данным Министерства обороны США, приблизительно 250 тысяч погибли в войне с Германией и её европейскими союзниками, что также даёт основание полагать, что до 160 тысяч американских военнослужащих погибли в войне с ЯпониейИз 27 465 военнопленных в японском плену погибло 11 107 человек. Кроме того, около 60 американцев умерло от малярии.
Общие потери советских войск в Советско-японской войне (с учётом убитых, раненых и пропавших без вести) составили 36 тысяч человек.
Вооружённые силы Новой Зеландии потеряли в ходе Тихоокеанской кампании 578 человек погибшими. Кроме того, некоторое число новозеландцев погибло при прохождении воинской службы в армиях других стран.
Потери Китая в войне с Японией составили около 1,5 млн убитых в боях, 750,000 пропавших без вести и 1,5 млн умерших от болезней.
На войне погибло свыше 2,1 млн японских военнослужащих и около 800 000 гражданских лиц. Основные потери более 1,1 млн убитых были понесены в войне против США, 500 тысяч в войне с вооружёнными силами Китайской Республики и китайскими коммунистами и 84 тысячи в войне с СССР.
| Место                                    | Погибшие солдаты | Погибшие моряки | Всего     |
| ---------------------------------------- | ---------------- | --------------- | --------- |
| Япония                                   | 58,100           | 45,800          | 103,900   |
| Бонинские острова                        | 2,700            | 12,500          | 15,200    |
| Окинава                                  | 67,900           | 21,500          | 89,400    |
| Формоза (Тайвань)                        | 28,500           | 10,600          | 39,100    |
| Корея                                    | 19,600           | 6,900           | 26,500    |
| Сахалин, Алеутские, и Курильские острова | 8,200            | 3,200           | 11,400    |
| Маньчжурия                               | 45,900           | 800             | 46,700    |
| Китай                                    | 435,600          | 20,100          | 455,700   |
| Сибирь                                   | 52,300           | 400             | 52,700    |
| Центральная часть Тихого океана          | 95,800           | 151,400         | 247,200   |
| Филиппины                                | 377,500          | 121,100         | 498,600   |
| Французский Индокитай                    | 7,900            | 4,500           | 12,400    |
| Таиланд                                  | 6,900            | 100             | 7,000     |
| Бирма                                    | 163,000          | 1,500           | 164,500   |
| Малая и Сингапур                         | 8,500            | 2,900           | 11,400    |
| Андаманские и Никобарские острова        | 900              | 1,500           | 2,400     |
| Суматра                                  | 2,700            | 500             | 3,200     |
| Ява                                      | 2,700            | 3,800           | 6,500     |
| Малые Зондские острова                   | 51,800           | 1,200           | 53,000    |
| Борнео                                   | 11,300           | 6,700           | 18,000    |
| Сулавеси                                 | 1,500            | 4,000           | 5,500     |
| Молуккские острова                       | 2,600            | 1,800           | 4,400     |
| Новая Гвинея                             | 112,400          | 15,200          | 127,600   |
| Архипелаг Бисмарка                       | 19,700           | 10,800          | 30,500    |
| Соломоновы острова                       | 63,200           | 25,000          | 88,200    |
| Всего                                    | 1,647,200        | 473,800         | 2,121,000 |

## Сопротивление японских военнослужащих после капитуляции Японии
После капитуляции Японии сохранились очаги сопротивления.
На Филиппинах в бою с японцами на острове Лубанг в феврале 1946 года погибли 8 военнослужащих союзных войск. Но наиболее известный случай связан с Хиро Онодой — младшим лейтенантом войсковой разведки японских вооружённых сил, который вёл партизанскую войну на Филиппинах в течение трёх десятилетий, убив и ранив 30 человек. Найденный японским студентом Норио Судзуки, лейтенант Хиро вышел из джунглей и сдался филиппинским властям только после приказа непосредственного командира Хиро, майора Танигути 10 марта 1974 года, в полном обмундировании, имея на руках исправную винтовку Арисака тип 99, 500 патронов к ней, несколько ручных гранат и самурайский меч.
В Микронезии в марте 1947 года американский патруль на острове Пелелиу был атакован тремя десятками японских солдат, которых впоследствии уговорили сдаться. Сопротивлялись до конца 1945 года японские военные и на Сайпане.
Сохранялись отдельные очаги сопротивления и в Индокитае.

## Анализ причин поражения Японии
Руководитель аналитической группы, предпринявшей анализ боеспособности японских вооруженных сил в 1941 году, подполковник Дзиро Акимару в своем интервью 1991 года говорил: «Выступить против США и Великобритании означало стать противником стран, которые совместно были в 20 раз мощнее. Но то были времена, когда высказывать негативные мнения было невозможно».
Американский адмирал Фредерик Карл Шерман писал:

Концепция японцев, несомненно, базировалась на уверенности в том, что Гитлер выиграет войну в Европе или по крайней мере заставит своих противников заключить компромиссный мир. Нельзя допустить, что Япония вступила бы в войну с объединенными силами США, Британской империи и Голландии, если бы ее руководство не считало, что Германия свяжет вооруженные силы союзников на различных других театрах, кроме восточного. С самого начала войны на Тихом океане я упорно предсказывал, что Япония потерпит крах не более чем через шесть месяцев после падения Германии. Это предсказание было основано главным образом на уверенности, что все японские расчеты базируются на существенной предпосылке, что Германия выиграет войну или по крайней мере обеспечит сохранение существующего положения. Если же Германия проигрывала войну, вся основа японского решения должна была рассыпаться в прах. Действительно, Япония капитулировала немногим более чем через три месяца после падения Германии.
Первые успехи японских вооруженных сил вскружили голову японцам. Вместо того чтобы удовольствоваться первоначально намеченным оборонительным рубежом, они решили сделать попытку дальнейшего расширения. В силу своих ограниченных ресурсов они даже отложили закрепление на запланированном оборонительном рубеже и усиление его...
...Одной из величайших ошибок в японской стратегии была неспособность японцев понять, что заморские базы можно удержать только в случае господства на море. Когда господство на море потеряно, эти базы не могут больше получить довольствие и пополнения, совершенно необходимые для их существования. Японцам, для того чтобы удержать их оборонительный рубеж, прежде всего было необходимо столкнуться с американским флотом и нанести ему поражение в соревновании за господство на море. При таком столкновении атакующий имеет преимущество выбора места атаки, а обороняющийся не может быть сильным повсюду...
...В новой обстановке, сложившейся летом 1942 г., ни одна из сторон не обладала достаточным превосходством, чтобы предпринять наступление. Более того, через год, уже осенью 1943 г., на Тихий океан начали поступать во все возрастающем количестве новые американские авианосцы типа "Essex", и американский флот достиг достаточного превосходства, чтобы начать наступление, которому суждено было менее чем через два года закончиться в Токио.
Это наступление велось безостановочно и в таком быстром темпе, что японцы не имели возможности приводить в порядок свои силы к последующим ударам. Успех наступления объяснялся главным образом нашим господством на море, которое нам обеспечивали авианосцы. Обладая этим господством, мы могли непрерывно подбрасывать довольствие всюду, куда мы хотели, и перерезать пути сообщения противника со всеми его удаленными базами...
...Если оглянуться на прошлое, то кажется удивительным, что Япония когда-то предполагала, что она сможет добиться успеха в войне против США. Японцы, несомненно, неправильно рассчитали свои военные и экономические потребности для такой войны и сильно недооценили потенциал Соединенных Штатов.
Но самой большой их ошибкой было, пожалуй, то, что они не оценили волю американского народа к борьбе. Говорят, что многие японцы считали Соединенные Штаты нацией пацифистов. Нельзя сказать, в какой степени такое мнение повлияло на их решение начать войну. В сущности, их морская стратегия потерпела неудачу не только потому, что их ресурсы были недостаточны по сравнению с нашими, но и потому, что они неправильно оценивали психологию американцев. 

## Будущая тихоокеанская война в довоенной литературе
- «Тихоокеанская проблема в XX столетии»

В книге российского генерала-эмигранта, военного теоретика, профессора Русского историко-филологического факультета при Парижском университете Николая Головина, написанной в соавторстве с адмиралом Александром Бубновым и изданной на английском языке в 1922 году в Нью-Йорке и Лондоне, в 1924 в Праге, а в 1925 — в Москве с предисловием Карла Радека. Анализируется будущее японо-американское противостояние в бассейне Тихого океана, ресурсы сторон, силы экономик, армий, флотов, подводная война, блокады, возможные места базирования и морских битв, высадки десантов, и делается вывод о вероятности оккупации Японией Гуама и Филиппин и о неизбежности её побед на первом этапе войны. Англия рассматривается и как возможный союзник Японии, и как предположительный союзник США. Книга включает в себя в том числе следующие главы: «Будущая борьба на Тихом океане», «Морские вооружённые силы Америки и Японии на Тихом океане», «Стратегическая обстановка единоборства Америки с Японией», «Значение России в Тихоокеанской проблеме».
- «Современная стратегическая обстановка на Дальнем Востоке»

В докладе, прочитанном Николаем Головиным 1 марта 1934 года и в том же году изданном в виде брошюры в Белграде, сравниваются экономические ресурсы и военный потенциал Советского Союза и Маньчжурии/Японии на Дальнем Востоке, делается вывод о неизбежности войны и о победе в ней Японской империи. Названия глав: «Экономическое и политическое положение в русском Приморье и Приамурье», «Максимум красных сил, который может быть сосредоточен на Дальнем Востоке», «Какие вооружённые силы нужны Японии для овладения Приморьем», «На чьей стороне на Дальнем Востоке будет перевес в воздушных силах».
- «Война на Тихом океане»

В книге Самуэля Делингера и Чарльза Гери, изданной в 1936 году в Нью-Йорке, а в 1939 — Военным издательством Рабоче-Крестьянского Военно-морского флота СССР в Москве-Ленинграде, предсказывается неизбежность военного столкновения США с Японией и подробно анализируются возможные сценарии этой войны. В книге не предусмотрена возможность привлечения СССР в качестве союзника США.